# Familie Dr. Kleist/Episodenliste

Logo zur Serie

Diese Episodenliste enthält alle Episoden der deutschen Familienserie Familie Dr. Kleist, sortiert nach der deutschen Erstausstrahlung. Die Fernsehserie in neun Staffeln mit 129 Episoden umfasst die ersten fünf Staffeln mit je 13 und die vier weiteren Staffeln mit je 16 Episoden.

## Übersicht
| Staffel | Episodenanzahl | Erstausstrahlung | Erstausstrahlung |
| Staffel | Episodenanzahl | Staffelpremiere  | Staffelfinale    |
| ------- | -------------- | ---------------- | ---------------- |
| 1       | 13             | 13. Apr. 2004    | 13. Juli 2004    |
| 2       | 13             | 11. Apr. 2006    | 8. Aug. 2006     |
| 3       | 13             | 4. Nov. 2008     | 10. Feb. 2009    |
| 4       | 13             | 2. Nov. 2010     | 8. Feb. 2011     |
| 5       | 13             | 29. Okt. 2013    | 25. Feb. 2014    |
| 6       | 16             | 20. Sep. 2016    | 10. Jan. 2017    |
| 7       | 16             | 7. Nov. 2017     | 27. Feb. 2018    |
| 8       | 16             | 23. Okt. 2018    | 19. Feb. 2019    |
| 9       | 16             | 17. Sep. 2019    | 21. Jan. 2020    |

## Staffel 1
| Nr. (ges.) | Nr. (St.) | Originaltitel         | Erstausstrahlung D | Regie           | Drehbuch         | Gastdarsteller                                                                              |
| ---------- | --------- | --------------------- | ------------------ | --------------- | ---------------- | ------------------------------------------------------------------------------------------- |
| 1          | 1         | Zurück auf Anfang     | 13. Apr. 2004      | Erwin Keusch    | Christiane Sadlo | Susanne Hoss als Dr. Susanne Kleist, Lina Rabea Mohr als Nicole                             |
| 2          | 2         | Schweigepflicht       | 20. Apr. 2004      | Erwin Keusch    | Christiane Sadlo | Thomas Huber als Helmut Langer                                                              |
| 3          | 3         | Der Traum vom Fliegen | 27. Apr. 2004      | Erwin Keusch    | Christiane Sadlo | Sebastian Ströbel als Michael Hertel, Wiebke Adam als Karin Meier                           |
| 4          | 4         | Angst um Elena        | 4. Mai 2004        | Erwin Keusch    | Christiane Sadlo | Tamara Simunovic als Hannah Röder                                                           |
| 5          | 5         | Abschied nehmen       | 11. Mai 2004       | Erwin Keusch    | Christiane Sadlo | Denise Zich als Tanja Eisler, Klaus Mikoleit als Dr. Robert Schirrer                        |
| 6          | 6         | Verschüttet           | 18. Mai 2004       | Vera Loebner    | Christiane Sadlo | Silke Matthias als Sonja Baldauf, Guntbert Warns als Dr. Heiner Lister                      |
| 7          | 7         | Umwege der Liebe      | 25. Mai 2004       | Vera Loebner    | Christiane Sadlo | Floriane Daniel als Carina Freund, Kai Scheve als Matthias Freund                           |
| 8          | 8         | Ein Fest mit Folgen   | 1. Juni 2004       | Vera Loebner    | Christiane Sadlo | Anka Baier als Petra Merkel, Dieter Wien als Heribert Merkel, Antonio Di Mauro als Vittorio |
| 9          | 9         | Mut zur Wahrheit      | 8. Juni 2004       | Vera Loebner    | Christiane Sadlo | Hansjürgen Hürrig als Hans Tromberger, André Röhner als Konrad Tromberger                   |
| 10         | 10        | Im Alleingang         | 15. Juni 2004      | Stefan Bartmann | Christiane Sadlo | Bernd Stegemann als Michael Beyer, Lars Pape als Jan Schröder                               |
| 11         | 11        | Tage voller Sorgen    | 29. Juni 2004      | Stefan Bartmann | Christiane Sadlo | Hans Peter Korff als Stadtarchivar Winscheid                                                |
| 12         | 12        | Verbotene Liebe       | 6. Juli 2004       | Stefan Bartmann | Christiane Sadlo | Florentine Lahme als Sabine Gross, Frederic Welter als Florian Hänning                      |
| 13         | 13        | Alles wird gut        | 13. Juli 2004      | Stefan Bartmann | Christiane Sadlo | Klaus Mikoleit als Dr. Robert Schirrer, Hamid Bundu als Henry Keeler                        |

## Staffel 2
| Nr. (ges.) | Nr. (St.) | Originaltitel        | Erstausstrahlung D | Regie           | Drehbuch                             | Gastdarsteller                                                                                                |
| ---------- | --------- | -------------------- | ------------------ | --------------- | ------------------------------------ | --- |
| 14         | 1         | Familienglück        | 11. Apr. 2006      | Hans Werner     | Gabriele Kister                      | – |
| 15         | 2         | Lieben und Leiden    | 18. Apr. 2006      | Hans Werner     | Gabriele Kister                      | Diana Körner als Evelyn Dahlmann                                                                              |
| 16         | 3         | Herz in Not          | 25. Apr. 2006      | Hans Werner     | Christiane Sadlo                     | Jeannette Arndt als Monika Hofer                                                                              |
| 17         | 4         | Endstation Sehnsucht | 2. Mai 2006        | Hans Werner     | Constanze Fischer, Katharina Hajos   | Swetlana Schönfeld als Milena Strunk                                                                          |
| 18         | 5         | Discofahrt           | 9. Mai 2006        | Hans Werner     | Constanze Fischer, Katharina Hajos   | Bert Tischendorf als Jens Körner, Petra Zieser als Sybille Körner                                             |
| 19         | 6         | Venezianische Träume | 16. Mai 2006       | Peter Weissflog | Gabriele Kister                      | Thure Riefenstein als Dr. Hubertus Winkler                                                                    |
| 20         | 7         | Kinderherzen         | 23. Mai 2006       | Peter Weissflog | Gabriele Kister                      | Ina Rudolph als Stefanie Saarow, Jonathan Dümke als Daniel Saarow, Markus Knüfken als Horst Brinkmann         |
| 21         | 8         | Wohngemeinschaften   | 6. Juni 2006       | Peter Weissflog | Gabriele Kister                      | Elisabeth Wiedemann als Elisabeth Ludwig, Ole Tillmann als Alexander Baum                                     |
| 22         | 9         | Das harte Herz       | 11. Juli 2006      | Peter Weissflog | Constanze Fischer, Katharina Hajos   | Dietmar Schönherr als Friedrich Ewersbusch, Theresa Schwierske als Nadja Lerch, Janina Hartwig als Elke Lerch |
| 23         | 10        | Am Abgrund           | 18. Juli 2006      | Richard Engel   | Gabriele Kister                      | Sina Tkotsch als Romy Winter, Susanne Lüning als Petra Winter, Matthias Zahlbaum als Günter Winter            |
| 24         | 11        | Klassentreffen       | 25. Juli 2006      | Richard Engel   | Gabriele Kister                      | Michael von Au als Rainer Marthaler                                                                           |
| 25         | 12        | Blitzschlag          | 1. Aug. 2006       | Richard Engel   | Gabriele Kister, Claus Stirzenbecher | Marcus Mittermeier als Michael Stellmann                                                                      |
| 26         | 13        | Tödliche Gefahr      | 8. Aug. 2006       | Richard Engel   | Gabriele Kister                      | Hansa Czypionka als Bernhard Möhring                                                                          |

## Staffel 3
| Nr. (ges.) | Nr. (St.) | Originaltitel     | Erstausstrahlung D | Regie         | Drehbuch                          | Gastdarsteller                                                                                                  |
| ---------- | --------- | ----------------- | ------------------ | ------------- | --------------------------------- | --- |
| 27         | 1         | Was für ein Tag   | 4. Nov. 2008       | Richard Engel | Christiane Sadlo                  | Daniela Holtz als Dr. Hannah Kohler                                                                             |
| 28         | 2         | Mutterliebe       | 11. Nov. 2008      | Richard Engel | Gabriele Kister                   | Susann Uplegger als Rita Bennet, Ede Hofmann als Tommy Bennet                                                   |
| 29         | 3         | Katastrophen      | 18. Nov. 2008      | Richard Engel | Gabriele Kister                   | David Bunners als Frank Tanner, Julia Stinshoff als Manuela Tanner, Hans-Joachim Heist als Herr Krostel         |
| 30         | 4         | Familienzuwachs   | 25. Nov. 2008      | Richard Engel | Gabriele Kister, Christiane Sadlo | Dirk Martens als Dieter Kerner, Ann-Cathrin Sudhoff als Birgit Kerner                                           |
| 31         | 5         | Bittere Wahrheit  | 2. Dez. 2008       | Richard Engel | Uta Geiger-Berlet                 | Jürgen Zartmann als Martin Burger, Susanne Michel als Stefanie Holzmann                                         |
| 32         | 6         | Heimlichkeiten    | 9. Dez. 2008       | Richard Engel | Uta Geiger-Berlet, Walter Kärger  | Steffen Groth als Heiner Hauser, Nike Fuhrmann als Ulla Hauser                                                  |
| 33         | 7         | Betrug            | 16. Dez. 2008      | Richard Engel | Uta Geiger-Berlet, Walter Kärger  | Adrian Topol als Thomas, Heike Thiem-Schneider als Brigitte Järisch                                             |
| 34         | 8         | Chaos der Gefühle | 6. Jan. 2009       | Richard Engel | Ernst Kleemann                    | Katrin Bühring als Iris Wagner, Patrik Fichte als Jens Wagner, Heike Thiem-Schneider als Brigitte Järisch       |
| 35         | 9         | Herzschmerz       | 13. Jan. 2009      | Erwin Keusch  | Johanna Halt                      | Helmut Zierl als Maximilian Ohlmann, Ute Willing als Sophia Brucker, Heike Thiem-Schneider als Brigitte Järisch |
| 36         | 10        | In höchster Not   | 20. Jan. 2009      | Erwin Keusch  | Ernst Kleemann                    | Friederike Kempter als Sabrina, Uwe Rathsam als Gerd Bauermeister                                               |
| 37         | 11        | Verstimmungen     | 27. Jan. 2009      | Erwin Keusch  | Walter Kärger                     | Lucia Gailová als Hanne Bader, Roberto Guerra als Enzo                                                          |
| 38         | 12        | Sehstörungen      | 3. Feb. 2009       | Erwin Keusch  | Walter Kärger                     | Herbert Trattnigg als Lorenz Ziegler, Anke Sevenich als Thea Ziegler                                            |
| 39         | 13        | Zerreißprobe      | 10. Feb. 2009      | Erwin Keusch  | Ernst Kleemann, Walter Kärger     | Angelika Thomas als Sabine Mann, Oliver Broumis als Justus Schinkel                                             |

## Staffel 4
| Nr. (ges.) | Nr. (St.) | Originaltitel                  | Erstausstrahlung D | Regie         | Drehbuch                                                     | Gastdarsteller                                                                                  |
| ---------- | --------- | ------------------------------ | ------------------ | ------------- | ------------------------------------------------------------ | ----------------------------------------------------------------------------------------------- |
| 40         | 1         | Das Herz der Familie           | 2. Nov. 2010       | Richard Engel | Christiane Sadlo                                             | Anna Dramski als Schulsekretärin, Xenia Noetzelmann als Schwester                               |
| 41         | 2         | Neue Wege                      | 9. Nov. 2010       | Richard Engel | Constanze Fischer, Katharina Hajos                           | Nadja Engel als Martina Thaller, Paula Hartmann als Jasmin Thaller                              |
| 42         | 3         | Mitten im Leben                | 16. Nov. 2010      | Richard Engel | Constanze Fischer, Katharina Hajos                           | Nina Hoger als Elisabeth Volkerts, Gundula Köster als Irene Franzen                             |
| 43         | 4         | Nicht so einfach mit der Liebe | 23. Nov. 2010      | Richard Engel | Achim Scholz                                                 | Oliver Breite als Hans Merkel, Anja Knauer als Marion Merkel                                    |
| 44         | 5         | Kopfzerbrechen                 | 30. Nov. 2010      | Richard Engel | Jochen S. Franken, Martin Wilke                              | Josefine Preuß als Liane Fürstenberg, Esther Esche als Constanze Fürstenberg                    |
| 45         | 6         | Hilferuf                       | 7. Dez. 2010       | Richard Engel | Achim Scholz                                                 | Peter Fieseler als Frank Seifert, Oliver Clemens als Moritz Runkel                              |
| 46         | 7         | Hoffen und Bangen              | 14. Dez. 2010      | Richard Engel | Christiane Sadlo                                             | Claudia Schmutzler als Maria Markwart, Tim Wilde als Stefan Markwart                            |
| 47         | 8         | Der Zirkus                     | 21. Dez. 2010      | Richard Engel | Constanze Fischer, Katharina Hajos                           | Tim Seyfi als Stefano Piranelli, Leon-Alexander Wulsch als Marcel Wagner                        |
| 48         | 9         | Wehmut                         | 11. Jan. 2011      | Esther Wenger | Jochen S. Franken, Bele Nord, Christiane Sadlo, Martin Wilke | Anne Kasprik als Silvia Bauer                                                                   |
| 49         | 10        | Carpe Diem                     | 18. Jan. 2011      | Esther Wenger | Christiane Sadlo, Achim Scholz                               | Eva-Maria Kurz als Frau Thieme, Julia-Maria Köhler als Lena                                     |
| 50         | 11        | In letzter Minute              | 25. Jan. 2011      | Esther Wenger | Anke Winschewski, Niels Holle, Christiane Sadlo              | Maria Dragus als Lea Steiner, Klaus Manchen als Hanno Steiner, Sanne Schnapp als Carola Steiner |
| 51         | 12        | Das Findelkind                 | 1. Feb. 2011       | Richard Engel | Bele Nord, Christiane Sadlo                                  | Tim Sander als Dirk Werner, Clara Gerst als Maja Reimers                                        |
| 52         | 13        | Endlich vereint                | 8. Feb. 2011       | Esther Wenger | Christiane Sadlo                                             | –                                                                                               |

## Staffel 5
| Nr. (ges.) | Nr. (St.) | Originaltitel           | Erstausstrahlung D | Regie          | Drehbuch                                                    | Gastdarsteller                                                                                 |
| ---------- | --------- | ----------------------- | ------------------ | -------------- | ----------------------------------------------------------- | ---------------------------------------------------------------------------------------------- |
| 53         | 1         | Anfänge                 | 29. Okt. 2013      | Donald Kraemer | Christiane Sadlo                                            | Regine Hentschel als Schwester Pia, Patrick Reichel als Sven Stiegler                          |
| 54         | 2         | Bauchgefühl             | 5. Nov. 2013       | Donald Kraemer | Christiane Sadlo                                            | Christina Große als Karin Mendler, Hans Heller als Jim Hamlock                                 |
| 55         | 3         | Piwis Heimkehr          | 12. Nov. 2013      | Donald Kraemer | Niels Holle, Gabriele Kister, Anke Winschewski              | Karin Düwel als Frau Wegert, Frank Muth als Prof. Matthias Keil                                |
| 56         | 4         | Schwestern              | 26. Nov. 2013      | Donald Kraemer | Gabriele Kister, Astrid Meyer-Gossler                       | Tanja Schleiff als Angelika Walter, Sonsee Neu als Christa Hesse                               |
| 57         | 5         | Tiefer Fall             | 3. Dez. 2013       | Heidi Kranz    | Gabriele Kister, Antonia Rothe-Liermann                     | Hans Heller als Jim Hamlock, Eckhard Preuß als Thorsten Köhler                                 |
| 58         | 6         | Rückzug                 | 10. Dez. 2013      | Heidi Kranz    | Markus Mayer                                                | Sonja Kirchberger als Tine Böhling, Ralph Herforth als Mario Gräfe                             |
| 59         | 7         | Träume                  | 7. Jan. 2014       | Heidi Kranz    | Christiane Sadlo                                            | Leander Lichti als Alex Neuner, Sandra Ruffin als Katja Limbach                                |
| 60         | 8         | Dunkle Wolken           | 14. Jan. 2014      | Esther Wenger  | Sabine Leipert, Julia Neumann, Sabrina Rössel               | Mariella Ahrens als Ingrid Weber, Christian Steyer als Max Haumer                              |
| 61         | 9         | Die Sache mit der Liebe | 21. Jan. 2014      | Heidi Kranz    | Markus Mayer, Christiane Sadlo                              | Jörn Knebel als Markus Mann, Emilia Pieske als Leonie Mann, Horst Janson als Friedrich Mattes  |
| 62         | 10        | Ängste                  | 28. Jan. 2014      | Esther Wenger  | Markus Mayer                                                | Carolin Fink als Erika Stoll, Thomas Darchinger als Dieter Stoll                               |
| 63         | 11        | Wunden                  | 4. Feb. 2014       | Esther Wenger  | Sabine Leipert, Markus Mayer, Julia Neumann, Sabrina Rössel | Emily Cox als Maja Stokowski, Enno Hesse als Andi Teubner                                      |
| 64         | 12        | Verantwortung           | 18. Feb. 2014      | Esther Wenger  | Markus Mayer                                                | Alexandra Schalaudek als Katrin Reus, Max Engelke als Philipp Meißner                          |
| 65         | 13        | Gift                    | 25. Feb. 2014      | Esther Wenger  | Christiane Sadlo                                            | Wolfgang Winkler als Hans Müller, Andrea Lüdke als Sandra Müller, Bennet Meyer als Timo Müller |

## Staffel 6
| Nr. (ges.) | Nr. (St.) | Originaltitel          | Erstausstrahlung D | Regie           | Drehbuch                          | Gastdarsteller |
| ---------- | --------- | ---------------------- | ------------------ | --------------- | --------------------------------- | --- |
| 66         | 1         | Zeitenwende            | 20. Sept. 2016     | Stefan Bühling  | Markus Mayer                      | Anna Schimrigk als Sylvia Hoffmann, Moritz von Zeddelmann als Timo Klawitter |
| 67         | 2         | Eine schwere Geburt    | 27. Sept. 2016     | Stefan Bühling  | Markus Mayer                      | Daniela Preuß als Caroline Klüser |
| 68         | 3         | Aller Anfang           | 4. Okt. 2016       | Stefan Bühling  | Markus Mayer                      | Morgane Ferru als Marissa Gehrke |
| 69         | 4         | Das liebe Geld         | 11. Okt. 2016      | Stefan Bühling  | Markus Mayer                      | Moritz Lindbergh als Herr Kettelhub |
| 70         | 5         | Der Schläfer           | 18. Okt. 2016      | Jan Bauer       | Markus Mayer                      | Tino Mewes als Thomas Krämer, Wanda Perdelwitz als Madita Krämer |
| 71         | 6         | Hopp oder Topp         | 25. Okt. 2016      | Jan Bauer       | Markus Mayer                      | Petra Zieser als Heike Martinus |
| 72         | 7         | Spätzünderin           | 1. Nov. 2016       | Jan Bauer       | Markus Mayer, Günter Overmann     | Eva Meckbach als Martina Stoll, Sofia Bolotina als Melanie Stoll |
| 73         | 8         | Fremdkörper            | 8. Nov. 2016       | Jan Bauer       | Markus Mayer                      | Franziska Traub als Margarete Kuske |
| 74         | 9         | Gegen die Zeit         | 15. Nov. 2016      | Stefan Bühling  | Markus Mayer, Bele Nord           | Anna von Berg als Carmela Eckhardt, Caroline Frier als Jessica Biehler, Martin Glade als Anton Grützke                                                                             |
| 75         | 10        | Blind                  | 22. Nov. 2016      | Stefan Bühling  | Markus Mayer, Günter Overmann     | Anna Schäfer als Carola Kämper |
| 76         | 11        | Bauchschmerzen         | 29. Nov. 2016      | Stefan Bühling  | Markus Mayer, Bele Nord           | Anja Antonowicz als Maren Schumann, Cornelia Ivancan als Stefanie Kirchner, Ulrich Brandhoff als Werner Hübner, Michael Krabbe als Tobias Schumann                                 |
| 77         | 12        | Neues Leben            | 6. Dez. 2016       | Stefan Bühling  | Markus Mayer, Bele Nord           | Anja Antonowicz als Maren Schumann, Cornelia Ivancan als Stefanie Kirchner, Ulrich Brandhoff als Werner Hübner, Michael Krabbe als Tobias Schumann, Marlon Kittel als Jan Flemming |
| 78         | 13        | Aus und vorbei         | 13. Dez. 2016      | Tanja Roitzheim | Markus Mayer                      | Jochen Schropp als Stefan Dangelmann |
| 79         | 14        | Falscher Alarm         | 20. Dez. 2016      | Tanja Roitzheim | Markus Mayer, Günter Overmann     | Teresa Klamert als Katja |
| 80         | 15        | Falsche Tatsachen      | 3. Jan. 2017       | Tanja Roitzheim | Markus Mayer, Jacqueline Tillmann | Gerit Kling als Susanne Dieken, Maya Bothe als Marie May |
| 81         | 16        | Zu früh für diese Welt | 10. Jan. 2017      | Tanja Roitzheim | Markus Mayer                      | Markus Ertelt als Lukas Bukowski |

## Staffel 7
| Nr. (ges.) | Nr. (St.) | Originaltitel                | Erstausstrahlung D | Regie          | Drehbuch                   | Gastdarsteller                                                                                            |
| ---------- | --------- | ---------------------------- | ------------------ | -------------- | -------------------------- | --- |
| 82         | 1         | Reine Nervensache            | 7. Nov. 2017       | Dirk Regel     | Markus Mayer, Bele Nord    | Gerrit Klein als Martin Busch                                                                             |
| 83         | 2         | Freunde oder mehr            | 14. Nov. 2017      | Dirk Regel     | Bele Nord                  | Patrick Bach als Robert Feldmann                                                                          |
| 84         | 3         | Neue Nähe                    | 21. Nov. 2017      | Dirk Regel     | Bele Nord                  | Merle Collet als Svenja Kesting                                                                           |
| 85         | 4         | Die Hoffnung stirbt zuletzt  | 28. Nov. 2017      | Dirk Regel     | Markus Mayer, Bele Nord    | Katja Frenzel als Jeanette Lohan, Laura Schuhrk als Daniela Imhoff, Oliver Broumis als Justus Schinkel    |
| 86         | 5         | Geheimnisse                  | 5. Dez. 2017       | Philipp Osthus | Bele Nord                  | Wiebke Adam-Schwarz als Kerstin Albrecht, Mathias Harrebye-Brandt als Oliver Albrecht                     |
| 87         | 6         | Große Kinder, große Probleme | 12. Dez. 2017      | Philipp Osthus | Bele Nord, Günter Overmann | Gisa Zach als Claudia Beermann, Robert Schupp als Kai Beermann, Annika Schrumpf als Caroline Beermann     |
| 88         | 7         | Wie Hund und Katz            | 19. Dez. 2017      | Philipp Osthus | Markus Mayer, Bele Nord    | Lena Meckel als Petra Tönnies                                                                             |
| 89         | 8         | Banges Warten                | 2. Jan. 2018       | Philipp Osthus | Bele Nord, Katja Töner     | Catherine Bode als Karolin Lubitz, Mirco Reseg als Roman Lubitz                                           |
| 90         | 9         | Das macht uns nur stärker    | 9. Jan. 2018       | John Delbridge | Bele Nord, Günter Overmann | Natalie O’Hara als Franziska Reber, Rüdiger Joswig als Thomas Reber                                       |
| 91         | 10        | Aus heiterem Himmel          | 16. Jan. 2018      | John Delbridge | Bele Nord, Jochim Scherf   | Susan Sideropoulos als Sara Neumark, Nina Vorbrodt als Doris Sonneborn                                    |
| 92         | 11        | Vatergefühle                 | 23. Jan. 2018      | John Delbridge | Bele Nord                  | Reiner Schöne als Alexander von Hatzfeld, Wookie Mayer als Irina von Hatzfeld                             |
| 93         | 12        | Abschiedsblues               | 30. Jan. 2018      | Bodo Schwarz   | Markus Mayer, Bele Nord    | Heike Trinker als Megan Schneider, Philippe Brenninkmeyer als Georg Schneider                             |
| 94         | 13        | Handwerkerehre               | 6. Feb. 2018       | John Delbridge | Bele Nord, Günter Overmann | Alexander Hörbe als Harald Gruber, Kai Albrecht als Carsten Schober                                       |
| 95         | 14        | Gemeinsam statt einsam       | 13. Feb. 2018      | Bodo Schwarz   | Bele Nord, Jana Voosen     | Christoph Kottenkamp als Klaus Eilau, Nicole Ernst als Sonja Eilau                                        |
| 96         | 15        | Aufbruch                     | 20. Feb. 2018      | Bodo Schwarz   | Bele Nord                  | Mimi Fiedler als Martina Strecker, François Goeske als Philipp Berger                                     |
| 97         | 16        | Der Brautstrauß              | 27. Feb. 2018      | Bodo Schwarz   | Bele Nord, Jochim Scherf   | Christian Kahrmann als Martin Hofstädter, Carolin Fink als Erika Stoll, Christian Goebel als Dieter Stoll |

## Staffel 8
| Nr. (ges.) | Nr. (St.) | Originaltitel             | Erstausstrahlung D | Regie             | Drehbuch                                    | Gastdarsteller                                                                                        |
| ---------- | --------- | ------------------------- | ------------------ | ----------------- | ------------------------------------------- | --- |
| 98         | 1         | Spitz auf Knopf           | 23. Okt. 2018      | Oliver Dommenget  | Bele Nord                                   | Anne Moll als Angelika Pagels, Thomas Rudnick als Volker Pagels                                       |
| 99         | 2         | Abschied                  | 30. Okt. 2018      | Oliver Dommenget  | Bele Nord, Jochim Scherf                    | Christian Hockenbrink als Gerd Böhmer, Jutta Fastian als Isabell Witthoff                             |
| 100        | 3         | Ein rabenschwarzer Tag    | 6. Nov. 2018       | Oliver Dommenget  | Markus Mayer, Bele Nord                     | Jens Peter Brose als Helmut Göbel, Ilona Schulz als Magda Schneider                                   |
| 101        | 4         | Das große Zittern         | 13. Nov. 2018      | Oliver Dommenget  | Bele Nord, Günter Overmann                  | André Mann als Frank Schubarth, Anne Werner als Kristin Brohl                                         |
| 102        | 5         | Zwischen den Stühlen      | 20. Nov. 2018      | Philipp Osthus    | Bele Nord, Ruth Rehmet, Agnes Schruf        | Hanno Friedrich als Martin Schneider, Birgit Würz als Sylvia Schneider, Sarah Alles als Julia Kolberg |
| 103        | 6         | Unerträglich              | 27. Nov. 2018      | Philipp Osthus    | Bele Nord, Jan Schröter                     | Jan Dose als Vincent Wollny                                                                           |
| 104        | 7         | Eine Frage des Vertrauens | 4. Dez. 2018       | Philipp Osthus    | Bele Nord, Jana Voosen                      | Runa Greiner als Nele Reichert, Dana Golombek als Sabine Reichert                                     |
| 105        | 8         | Unerwartete Gefahren      | 11. Dez. 2018      | Philipp Osthus    | Gabriele Kosack, Bele Nord, Günter Overmann | Nadja Petri als Sophie Kern, Silke Matthias als Elke Freiberg                                         |
| 106        | 9         | Blutsbande                | 18. Dez. 2018      | Verena S. Freytag | Gabriele Kosack, Bele Nord, Günter Overmann | Barbara Focke als Marta Kemmer, Pauline Rénevier als Martha Louisa Homann                             |
| 107        | 10        | Atemlos                   | 8. Jan. 2019       | Verena S. Freytag | Markus Mayer, Bele Nord                     | Raphaël Vogt als Richard Krajewski, Janina Isabell Batoly als Dagmar Krajewski                        |
| 108        | 11        | Zukunft                   | 15. Jan. 2019      | Oliver Muth       | Bele Nord, Jochim Scherf                    | Teresa Klamert als Maike Bohnhoff, Matthias Ziesing als Jens Weber, Katharina Heyer als Lara Weber    |
| 109        | 12        | Warnzeichen               | 22. Jan. 2019      | Oliver Muth       | Bele Nord                                   | Franziska Troegner als Lisbeth Hoffmann, Charley Ann Schmutzler als Alina Albrecht                    |
| 110        | 13        | Verborgene Morde          | 29. Jan. 2019      | Oliver Muth       | Bele Nord, Jan Schröter                     | Sanne Schnapp als Gabi Münster, Dirk Schoedon als Achim Münster                                       |
| 111        | 14        | Fünf vor Zwölf            | 5. Feb. 2019       | Oliver Muth       | Bele Nord                                   | Christoph Mory als Olaf Winkler, Isabella Schmid als Marion Tümmler                                   |
| 112        | 15        | Schweigen ist Blech       | 12. Feb. 2019      | Laura Thies       | Markus Mayer, Bele Nord                     | Victoria Fleer als Nadine Gruber, Anna Bertheau als Susanne Merkel                                    |
| 113        | 16        | Weil wir uns lieben       | 19. Feb. 2019      | Laura Thies       | Bele Nord                                   | Thomas Scharff als Ralf Stadler, Denise Zich als Ute Wollmann                                         |

## Staffel 9
| Nr. (ges.) | Nr. (St.) | Originaltitel                 | Erstausstrahlung D | Regie                    | Drehbuch                                    | Gastdarsteller                                                                                      |
| ---------- | --------- | ----------------------------- | ------------------ | ------------------------ | ------------------------------------------- | --------------------------------------------------------------------------------------------------- |
| 114        | 1         | Heiraten für Fortgeschrittene | 17. Sept. 2019     | Carsten Meyer-Grohbrügge | Bele Nord                                   | Simone Hanselmann als Nicole Höppner, Christoph von Friedl als Tobias Höppner                       |
| 115        | 2         | Verantwortungslos             | 24. Sept. 2019     | Carsten Meyer-Grohbrügge | Bele Nord, Günter Overmann                  | Mathias Herrmann als Dr. Dietrich Frahm, Jule Hermann als Katharina Zabel                           |
| 116        | 3         | Der Schein trügt              | 8. Okt. 2019       | Carsten Meyer-Grohbrügge | Bele Nord, Jochim Scherf                    | Ivo Kortlang als Anton Preetz, Christine Schmidt-Schaller als Agnes Zilinski                        |
| 117        | 4         | Eiszeit                       | 15. Okt. 2019      | Carsten Meyer-Grohbrügge | Daniel Keil, Bele Nord                      | Vivien Sczesny als Ronja Kröger, Alexander Wipprecht als Oliver Kröger                              |
| 118        | 5         | Für diesen Augenblick         | 22. Okt. 2019      | Philipp Osthus           | Bele Nord, Jan Schröter                     | Bo Hansen als Andreas Tauber, Jessica Boehrs als Sabine Ellerbrock                                  |
| 119        | 6         | Väter und Töchter             | 29. Okt. 2019      | Philipp Osthus           | Marion Hohenfeld, Bele Nord, Anne Nowak     | Maxine Kazis als Jenny Illner, Heike Koslowski als Hanna Blanck                                     |
| 120        | 7         | Das Pflegekind                | 5. Nov. 2019       | Philipp Osthus           | Bele Nord                                   | Volkan Isbert als Cem Kaya                                                                          |
| 121        | 8         | Falsche Freunde               | 12. Nov. 2019      | Philipp Osthus           | Bele Nord, Jochim Scherf                    | Bjarne Meisel als Thommy Voss, Jonathan Elias Weiske als Max Schröter                               |
| 122        | 9         | Aussetzer                     | 19. Nov. 2019      | Heidi Kranz              | Bele Nord, Günter Overmann                  | Paula Schramm als Jule Peters, Moritz Heidelbach als Moritz Strecker                                |
| 123        | 10        | Süße Geheimnisse              | 26. Nov. 2019      | Till Müller-Edenborn     | Andreas Bradler, Bele Nord, Günter Overmann | Franziska Brandmeier als Theresa Belz, Felix Jordan als Simon Rabe                                  |
| 124        | 11        | Bitteres Glück                | 3. Dez. 2019       | Till Müller-Edenborn     | Bele Nord                                   | Kim-Sarah Brandts als Vicky Schäfer, Sarah Tkotsch als Janine Becker                                |
| 125        | 12        | Fremdstoffe                   | 10. Dez. 2019      | Laura Thies              | Markus Mayer, Bele Nord                     | Sina Zadra als Fabienne Schmitz, Jörn Knebel als Markus Mann                                        |
| 126        | 13        | Hart am Limit                 | 17. Dez. 2019      | Heidi Kranz              | Bele Nord, Jan Schröter                     | Bianca Hein als Eva Mahnke, Manou Lubowski als Gero Jäger                                           |
| 127        | 14        | Liebesspiel                   | 7. Jan. 2020       | Laura Thies              | Bele Nord                                   | Constantin Lücke als David Pankow, Reiner Schöne als Alexander von Hatzfeld                         |
| 128        | 15        | Große Entscheidungen          | 14. Jan. 2020      | Laura Thies              | Marion Hohenfeld, Bele Nord, Anne Nowak     | Lennart Betzgen als Erik Gellert, Franziska Breite als Linda David, Frederic Böhle als Urs Burgener |
| 129        | 16        | Hilfe!                        | 21. Jan. 2020      | Laura Thies              | Bele Nord, Jochim Scherf                    | Lea Marlen Woitack als Malin Voigtländer, Frederic Böhle als Urs Burgener                           |